# Salix olgae
Salix olgae är en videväxtart som beskrevs av Eduard August von Regel. Salix olgae ingår i släktet viden, och familjen videväxter. Inga underarter finns listade i Catalogue of Life.